# Катаріна фон Бора
Катаріна фон Бора (нім. Katharina von Bora; 29 січня 1499 року,  Ліппендорф — 20 грудня 1552 року, Торгау) — дружина і найближча помічниця німецького церковного реформатора Мартіна Лютера.

## Біографія
Катаріна фон Бора народилась 29 січня 1499 року. Тривалий час було прийнято, що місцем її народження є Ліппендорф  поблизу Лейпцига. Цей погляд зберігається в генеалогічній літературі. Катаріна була дочкою Йохана фон Бора Ліппендорфа   та його дружини Маргарет, яка походила з невідомої нижньосілезької родини в князівстві Саган. У Катаріни було дві сестри та три брати. З іншого боку, історичні романи та новели, а також документ із саксонського державного архіву Лейпциг  стверджують, що вона народилася в Гіршфельді поблизу Носсена та що її батьками були Ганс фон Бора з Гіршфельда та Анна фон Хагвіц. З нею пов’язаний 800-річний римський хрестильний шрифт, зроблений з каменю з церкви Гіршфельда, яка зараз знаходиться в монастирі Фрайберзького собору. Ганс та Елізабет Пфлюгк визнані Катаріною фон Борою як прабабусі та дідусі, які до цього часу не були задокументовані. Виховувалася в бенедиктинському монастирі в Брено, а з 1509 року — в   цистерціанському монастирі Німбшен поблизу Грімму. Тут вона навчалася письму, читанню, рахунку, співу, а також вивчила  латину і ведення сільського господарства. У цьому ж монастирі дівчина в 1515 році дала клятву стати черницею.
Катаріна познайомилась з працями  Мартіна Лютера і вирішила тікати з монастиря. Вона звернулась за допомогою до Мартіна Лютера, який надіслав у монастир візок. Катаріна разом з 11 черницями ховається серед бочок з оселедцями. Лютер привіз Бору та інших монахинь у Віттенберг, намагався підшукати їм «порядних чоловіків». Катаріна фон Бора жила у художника Лукаса Кранаха Старшого, який написав портрети Катаріни і Мартіна Лютера.
Після того, як Катаріні не дозволили одружитися зі студентом  Віттенберга Ієронімусом Баумгартнер з Нюрнберга, оскільки його батьки не погодилися прийняти в родину врятовану монахиню, а спроба Лютера одружити Каспара Глаца також зазнала невдачі через опір молодої жінки. Сам Лютер був холостяком і спочатку цікавився Аве фон Шенфельд. Після того, як вона вирішила одружитися з іншим, Лютер та Катаріна фон Бора одружилися.
Подружжя Кранах повело Катерину фон Бору в день їхнього весілля 13 червня 1525 року до монастиря Чорного Віттенберга. Там Катаріна фон Бора та Мартін Лютер одружилися у присутності свого друга Юстаса Йонаса. Весільна церемонія відбулася 27 червня 1525 року. Пара оселилася у колишньому Августинському монастирі у Віттенберзі, який курфюрст Йоганн Констант надав реформаторам. Катаріна фон Бора керувала обширними маєтками, худобою та пивоварнею, щоб обслуговувати Лютера, його учнів та гостей. У часи чуми вона також керувала госпісом, де доглядала хворих з іншими жінками.
Катаріна була великою підтримкою Мартіну Лютеру в його особистих проблемах. Вона також керувала фінансовою частиною друку лютеранських творів та заслужила повагу дотепним та швидким внеском у дискусії за столами та в листах.

## Діти
У Мартіна Лютера і Катаріни народилися шестеро дітей — 3 хлопчики і 3 дівчинки. Її син Йоганнес (Ганс) (помер 27 жовтня 1575 року в Кенігсберзі (Пруссія)) народився 7 червня 1526 р., за ним 10 грудня 1527 р. — дочка Елізабет, яка померла в ранньому дитинстві 3 серпня 1528 року. 4 травня 1529 року народилася дочка Магдалена (померла 20 вересня 1542 р. У Віттенберзі). 7 листопада 1531 року народився син Мартін (помер 4 березня 1565 року в Віттенберзі). 28 січня 1533 року народився Пауль (помер 8 березня 1593 р. У Лейпцигу). 17 грудня 1534 року народилась Маргарет (померла 1570 р. в Мюльгаузені / Східна Пруссія).
Після смерті чоловіка Катаріна була забезпеченою жінкою, яка користувалася заступництвом курфюрста Саксонії Йоганна Фрідріха Великодушного, короля Данії Крістіана III і герцога Пруссії Альбрехта. Під час війни в 1546—1547 роках, вона була змушена з дітьми втікати в Магдебург. Повернувшись до Віттенберга, Катаріна виявила, що її господарство було розорене. Проте вона залишалася у Віттенберзі аж до 1552 року, коли в околицях був неурожай, а в місті вибухнула епідемія чуми. По дорозі в Торгау, померла від нещасного випадку.

## Пам'ять
В різних населених пунктах Німеччини увічнена пам'ять дружини Мартіна Лютера. 

### Церкви
Церква в Нойкеріцші носить ім'я Катаріни фон Бори. Церкви в Нойкеріцші, станція на Лютервегу, у Верклеїці та в Байройті-Мюрнберзі, філіальна церква парафії Лютеркірхе. На її честь названа також Катаріненкірхе в Діллінген-на-дер-Донау, а також каплиця в Дейтерсені.

### Школи
Початкова школа у Віттенберзі та гімназія в Торгау носять ім'я Катаріни. З 2013 року Центр євангелічних шкіл Демміна також називається Катаріна фон Бора. У 2017/2018 навчальному році колишні початкові школи Мартін Лютер та Фрейхер фон Ейхендорф спроєктували школу Катаріна фон Бора в Гальтерн-ам-Зее.

### Дороги
Вулиці імені Катаріни фон Бори можна знайти в Гріммі, Берліні, Фрайбурзі-ім-Брайсгау, Бух-ам-Форсті, Куксхафені, Кемніці, Віттенбергу, а з 2018 року в Бухгольці. У 2010 році Майзерштрассе, раніше названа на честь протестантського єпископа Ганса Майзера, було перейменовано в Катаріна фон-Бора-Страсс у Мюнхені. Будинки, соціальні та церковні установи імені Катаріни фон Бори можна знайти в німецьких містах: Альфтер-Одековен, Берг, Берлін-Вайсенсее, Бохум, Боргентрайх, Брухзаль, Дормаген, Дюденхофен, Дюссельдорф, Еберсберг, Фрайбург-Хохдорф, Фюрстенвальде, Ганновер, Кассель, Кузель, Кельн та інших.

### Приз Катаріни фон Бори
Саксонське місто Торгау щорічно з 2011 року присуджує премію Катаріни фон Бора в розмірі 3000 євро на знак визнання «видатної жінки» за просування неприбуткового проєкту. Меценатом (станом на січень 2017 року) є Федеральна міністр у справах сім'ї Мануела Швезіг. 

### Спеціальна поштова марка
- До 500-річчя від дня народження Катаріни фон Бори у 1999 році випущена німецька спеціальна марка.

На німецькій поштовій марці вартістю 110 пфенігів було використано портрет Катаріни роботи німецького художника Лукаса Кранаха Старшого.